# Fed Cup 2011 – blok A 2. skupiny zóny Asie a Oceánie
Blok A 2. skupiny zóny Asie a Oceánie Fed Cupu 2011 představoval jednu ze dvou podskupin 2. skupiny. Hrálo se mezi 2. až 5. únorem v areálu National Tennis Centre thajského města Nonthaburi venku na tvrdém povrchu. 
Čtyři týmy se utkaly ve vzájemných zápasech. Vítěz následně sehrál zápas s vítězem bloku B o postup do 1. skupiny zóny Asie a Oceánie pro rok 2012. Družstva z druhé, třetí a čtvrté příčky se v baráži utkala se stejně umístěnými týmy o konečné pořadí.

## Blok A
|     |            | Indonésie | Kyrgyzstán | Filipíny | Pákistán | Zápasy V/P | Sety V/P | Hry V/P | Pořadí |
| 41. | Indonésie  |           | 3–0        | 3–0      | 3–0      | 3–0        | 18–0     | 108–15  | 1.     |
| 62. | Kyrgyzstán | 0–3       |            | 0–3      | 1–2      | 0–3        | 2–16     | 24–100  | 4.     |
| 72. | Filipíny   | 0–3       | 3–0        |          | 3–0      | 2–1        | 12–7     | 88–56   | 2.     |
| —   | Pákistán   | 0–3       | 2–1        | 0–3      |          | 1–2        | 5–14     | 48–97   | 3.     |

- V/P– výhry/prohry

## Zápasy

### Indonésie vs. Filipíny
| | Indonésie | 3 :                                                                             | 0   | Filipíny |    |  |
| --- | --------- | ------------------------------------------------------------------------------- | --- | -------- | -- |  |
| National Tennis Centre, Nonthaburi, Thajsko 2. února 2011 tvrdý (venku) |           |                                                                                 |     |          |    |  |
| \| \| \| \| 1. \| 2. \| 3. \| \| \| -- \| \| ------------------------------------------------------------------------------- \| --- \| --- \| -- \| \| \| 1. \| \| Ayu-Fani Damayanti Anna Christine Patrimoniová \| 6 4 \| 6 2 \| \| \| \| 2. \| \| Lavinia Tanantaová Anna Christine Patrimoniová \| 6 2 \| 6 0 \| \| \| \| 3. \| \| Yayuk Basukiová / Jessy Rompiesová Tamitha Nguyen / Anna Christine Patrimoniová \| 6 1 \| 6 2 \| \| \| \| \| \| \| \| \| \| \| \| \| \| \| \| \| \| \| \| \| \| \| \| \| \| \| \| \| \| \| \| \| \| \| \| \| \| \| \| \| \| \| |           |                                                                                 |     |          |    |  |
| |           |                                                                                 | 1.  | 2.       | 3. |  |
| 1. |           | Ayu-Fani Damayanti Anna Christine Patrimoniová                                  | 6 4 | 6 2      |    |  |
| 2. |           | Lavinia Tanantaová Anna Christine Patrimoniová                                  | 6 2 | 6 0      |    |  |
| 3. |           | Yayuk Basukiová / Jessy Rompiesová Tamitha Nguyen / Anna Christine Patrimoniová | 6 1 | 6 2      |    |  |
| |           |                                                                                 |     |          |    |  |
| |           |                                                                                 |     |          |    |  |
| |           |                                                                                 |     |          |    |  |
| |           |                                                                                 |     |          |    |  |
| |           |                                                                                 |     |          |    |  |

### Kyrgyzstán vs. Pákistán
| | Kyrgyzstán | 1 :                                                                      | 2   | Pákistán |    |  |
| --- | ---------- | ------------------------------------------------------------------------ | --- | -------- | -- |  |
| National Tennis Centre, Nonthaburi, Thajsko 2. února 2011 tvrdý (venku) |            |                                                                          |     |          |    |  |
| \| \| \| \| 1. \| 2. \| 3. \| \| \| -- \| \| ------------------------------------------------------------------------ \| --- \| --- \| -- \| \| \| 1. \| \| Emilia Tenizbajevová Ushna Suhail \| 1 6 \| 1 6 \| \| \| \| 2. \| \| Zhamilia Duisheeva Sarah Mahboob Khan \| 6 0 \| 6 4 \| \| \| \| 3. \| \| Zhamilia Duisheeva / Emilia Tenizbaeva Sarah Mahboob Khan / Ushna Suhail \| 4 6 \| 2 6 \| \| \| \| \| \| \| \| \| \| \| \| \| \| \| \| \| \| \| \| \| \| \| \| \| \| \| \| \| \| \| \| \| \| \| \| \| \| \| \| \| \| \| |            |                                                                          |     |          |    |  |
| |            |                                                                          | 1.  | 2.       | 3. |  |
| 1. |            | Emilia Tenizbajevová Ushna Suhail                                        | 1 6 | 1 6      |    |  |
| 2. |            | Zhamilia Duisheeva Sarah Mahboob Khan                                    | 6 0 | 6 4      |    |  |
| 3. |            | Zhamilia Duisheeva / Emilia Tenizbaeva Sarah Mahboob Khan / Ushna Suhail | 4 6 | 2 6      |    |  |
| |            |                                                                          |     |          |    |  |
| |            |                                                                          |     |          |    |  |
| |            |                                                                          |     |          |    |  |
| |            |                                                                          |     |          |    |  |
| |            |                                                                          |     |          |    |  |

### Indonésie vs. Pákistán
| | Indonésie | 3 :                                                               | 0   | Pákistán |    |  |
| --- | --------- | ----------------------------------------------------------------- | --- | -------- | -- |  |
| National Tennis Centre, Nonthaburi, Thajsko 3. února 2011 tvrdý (venku) |           |                                                                   |     |          |    |  |
| \| \| \| \| 1. \| 2. \| 3. \| \| \| -- \| \| ----------------------------------------------------------------- \| --- \| --- \| -- \| \| \| 1. \| \| Aju-Fani Damajantiová Ushna Suhail \| 6 1 \| 6 0 \| \| \| \| 2. \| \| Lavinia Tanantaová Sarah Mahboob Khan \| 6 0 \| 6 1 \| \| \| \| 3. \| \| Yayuk Basukiová / Jessy Rompiesová Saba Azizová / Sara Mansoorová \| 6 0 \| 6 0 \| \| \| \| \| \| \| \| \| \| \| \| \| \| \| \| \| \| \| \| \| \| \| \| \| \| \| \| \| \| \| \| \| \| \| \| \| \| \| \| \| \| \| |           |                                                                   |     |          |    |  |
| |           |                                                                   | 1.  | 2.       | 3. |  |
| 1. |           | Aju-Fani Damajantiová Ushna Suhail                                | 6 1 | 6 0      |    |  |
| 2. |           | Lavinia Tanantaová Sarah Mahboob Khan                             | 6 0 | 6 1      |    |  |
| 3. |           | Yayuk Basukiová / Jessy Rompiesová Saba Azizová / Sara Mansoorová | 6 0 | 6 0      |    |  |
| |           |                                                                   |     |          |    |  |
| |           |                                                                   |     |          |    |  |
| |           |                                                                   |     |          |    |  |
| |           |                                                                   |     |          |    |  |
| |           |                                                                   |     |          |    |  |

### Kyrgyzstán vs. Filipíny
| | Kyrgyzstán | 0 :                                                                                  | 3   | Filipíny |    |  |
| --- | ---------- | ------------------------------------------------------------------------------------ | --- | -------- | -- |  |
| National Tennis Centre, Nonthaburi, Thajsko 3. února 2011 tvrdý (venku) |            |                                                                                      |     |          |    |  |
| \| \| \| \| 1. \| 2. \| 3. \| \| \| -- \| \| ------------------------------------------------------------------------------------ \| --- \| --- \| -- \| \| \| 1. \| \| Alena Panfilovová Tamitha Nguyen \| 0 6 \| 0 6 \| \| \| \| 2. \| \| Zhamilia Duisheeva Anna Christine Patrimoniová \| 1 6 \| 1 6 \| \| \| \| 3. \| \| Alena Panfilovová / Emilia Tenizbaeva Anna Christine Patrimoniová / Marinel Rudasová \| 0 6 \| 0 6 \| \| \| \| \| \| \| \| \| \| \| \| \| \| \| \| \| \| \| \| \| \| \| \| \| \| \| \| \| \| \| \| \| \| \| \| \| \| \| \| \| \| \| |            |                                                                                      |     |          |    |  |
| |            |                                                                                      | 1.  | 2.       | 3. |  |
| 1. |            | Alena Panfilovová Tamitha Nguyen                                                     | 0 6 | 0 6      |    |  |
| 2. |            | Zhamilia Duisheeva Anna Christine Patrimoniová                                       | 1 6 | 1 6      |    |  |
| 3. |            | Alena Panfilovová / Emilia Tenizbaeva Anna Christine Patrimoniová / Marinel Rudasová | 0 6 | 0 6      |    |  |
| |            |                                                                                      |     |          |    |  |
| |            |                                                                                      |     |          |    |  |
| |            |                                                                                      |     |          |    |  |
| |            |                                                                                      |     |          |    |  |
| |            |                                                                                      |     |          |    |  |

### Indonésie vs. Kyrgyzstán
| | Indonésie | 3 :                                                                       | 0   | Kyrgyzstán |    |  |
| --- | --------- | ------------------------------------------------------------------------- | --- | ---------- | -- |  |
| National Tennis Centre, Nonthaburi, Thajsko 4. února 2011 tvrdý (venku) |           |                                                                           |     |            |    |  |
| \| \| \| \| 1. \| 2. \| 3. \| \| \| -- \| \| ------------------------------------------------------------------------- \| --- \| --- \| -- \| \| \| 1. \| \| Aju-Fani Damajantiová Emilia Tenizbajevová \| 6 0 \| 6 0 \| \| \| \| 2. \| \| Lavinia Tanantaová Zhamilia Duisheeva \| 6 2 \| 6 0 \| \| \| \| 3. \| \| Yayuk Basukiová / Jessy Rompiesová Zhamilia Duisheeva / Alena Panfilovová \| 6 0 \| 6 0 \| \| \| \| \| \| \| \| \| \| \| \| \| \| \| \| \| \| \| \| \| \| \| \| \| \| \| \| \| \| \| \| \| \| \| \| \| \| \| \| \| \| \| |           |                                                                           |     |            |    |  |
| |           |                                                                           | 1.  | 2.         | 3. |  |
| 1. |           | Aju-Fani Damajantiová Emilia Tenizbajevová                                | 6 0 | 6 0        |    |  |
| 2. |           | Lavinia Tanantaová Zhamilia Duisheeva                                     | 6 2 | 6 0        |    |  |
| 3. |           | Yayuk Basukiová / Jessy Rompiesová Zhamilia Duisheeva / Alena Panfilovová | 6 0 | 6 0        |    |  |
| |           |                                                                           |     |            |    |  |
| |           |                                                                           |     |            |    |  |
| |           |                                                                           |     |            |    |  |
| |           |                                                                           |     |            |    |  |
| |           |                                                                           |     |            |    |  |

### Filipíny vs. Pákistán
| | Filipíny | 3 :                                                                        | 0   | Pákistán |     |  |
| --- | -------- | -------------------------------------------------------------------------- | --- | -------- | --- |  |
| National Tennis Centre, Nonthaburi, Thajsko 4. února 2011 tvrdý (venku) |          |                                                                            |     |          |     |  |
| \| \| \| \| 1. \| 2. \| 3. \| \| \| -- \| \| -------------------------------------------------------------------------- \| --- \| --- \| --- \| \| \| 1. \| \| Tamitha Nguyen Ushna Suhail \| 5 7 \| 6 3 \| 6 3 \| \| \| 2. \| \| Anna Christine Patrimoniová Sarah Mahboob Khanová \| 6 4 \| 6 0 \| \| \| \| 3. \| \| Anna Christine Patrimoniová / Marinel Rudas Saba Azizová / Sara Mansoorová \| 6 0 \| 6 1 \| \| \| \| \| \| \| \| \| \| \| \| \| \| \| \| \| \| \| \| \| \| \| \| \| \| \| \| \| \| \| \| \| \| \| \| \| \| \| \| \| \| \| |          |                                                                            |     |          |     |  |
| |          |                                                                            | 1.  | 2.       | 3.  |  |
| 1. |          | Tamitha Nguyen Ushna Suhail                                                | 5 7 | 6 3      | 6 3 |  |
| 2. |          | Anna Christine Patrimoniová Sarah Mahboob Khanová                          | 6 4 | 6 0      |     |  |
| 3. |          | Anna Christine Patrimoniová / Marinel Rudas Saba Azizová / Sara Mansoorová | 6 0 | 6 1      |     |  |
| |          |                                                                            |     |          |     |  |
| |          |                                                                            |     |          |     |  |
| |          |                                                                            |     |          |     |  |
| |          |                                                                            |     |          |     |  |
| |          |                                                                            |     |          |     |  |